# 야구 단장
야구에서, 단장(團長, General manager)는 야구단 업무 중 선수 영입 관련 최고 책임자이다. 

## 참고 자료
- 한국형 GM야구의 성공시대